# Pratapa icetoides
Pratapa icetoides là một loài bướm ngày thuộc họ Bướm xanh. Nó được tìm thấy ở Đông Nam Á.

## Phân bố
Loài này phân bố ở Ấn Độ từ Assam, các đồi Khasi, về phía đông và qua phía bắc và phía nam Myanmar, Thái Lan, bán đảo Mã Lai, Singapore, Java, Borneo, Sumatra, Sulawesi và Nias.

## Phân loại
Loài bướm này trước kia được phân loại là Camena icetoides và Ancema icetoides

## Hình ảnh

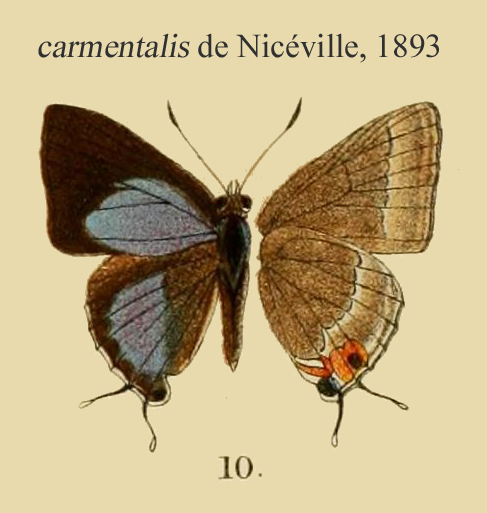
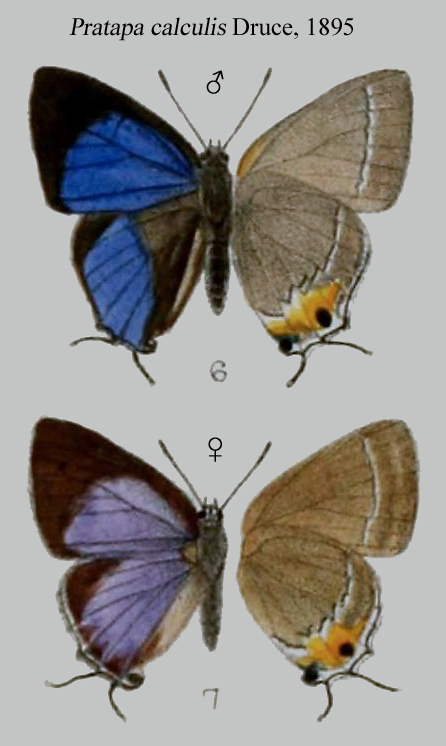
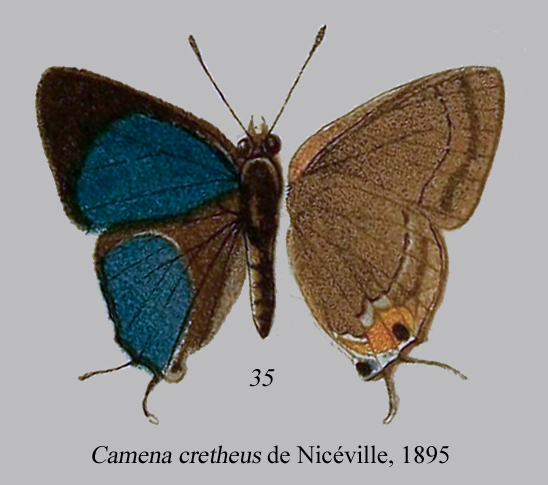
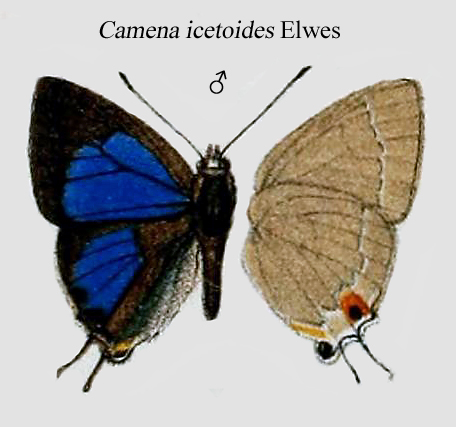